# あると
『あると』は、2006年2月24日にPurple softwareから発売された、18禁恋愛アドベンチャーゲームである。

2022年4月26日にWindows 10動作確認済のダウンロード版がFANZA独占で配信された。
本項では後のファンディスク作品となった『みはる』とそのセット作品となる『あるみ箱』についても述べる。

## 概要・特徴
Purple softwareの7作目にあたる本作品は、ゲームシステムこそ従来からあるプレイヤーが主人公の視点で話を進め、途中にある選択肢の選び方によってエンドを迎えるヒロインが決まるという平凡なアドベンチャー形式を取っているが、シナリオ面では大きな試みが盛り込まれて製作されている。
まず、一つは「マンネリ・お約束の極力排除」である。これはminoriのプロデューサー酒井伸和の持論である「キャラクターの記号化」、すなわち最近のアダルトゲームは義妹・幼馴染・奇妙な口癖・ツンデレといった記号を繋げてキャラクター作りをしているだけで個性が無い、という意見に影響を受けている。そのため本作品ではヒロインは学園のクラスメイト・先輩・後輩と、アルバイト先の先輩で構成され、主人公と同居中の義妹・お隣さん・幼馴染といったキャラは存在しない。
もう一つは『Pia♥キャロットへようこそ!!』シリーズへのオマージュである。『Piaキャロットへようこそ!!』シリーズは後のアダルトゲーム市場に大きな影響を与えた作品であるが、Purple softwareのスタッフはこの作品の世界観に対する自分達なりの回答、という形で本作品の肉付けをしている。
本作品は大きく分けてファミリーレストランでのアルバイトと学園生活、特に生徒会活動（本作品ではこれを「学生会」と呼称している）の2つの舞台が交互に登場し、学生のアルバイトが学業との両立の上で成り立っているという実情を描き上げている。この辺りは学業についてほとんど描写されない『Pia♥キャロットへようこそ!!』とは大きく異なる。またアルバイトシーンはスタッフにアルバイト経験者がいた為、新人アルバイトの教わる仕事の順番やキャッシャーの使い方の説明シーンなどはリアリティ溢れるものになっており（ただし専門用語については乱用を避け、「フロア」ではなく「ホール」と呼んでいること、客席を「Aダイ○番」等で呼称することと従業員の賄いを「従食」（じゅうしょく）と呼ぶ位に留めている。）、学園でのシーンも今回初めてプロデューサーとなったみやびが教育実習経験者で教員免許所持者という点が活かされている。
一部のシナリオを除き、話が進んでも攻略ルート以外のヒロインをはじめサブキャラクターが頻繁に話にからみ、それぞれがストーリー上重要な役割を果たしている。また、奇跡や魔法といったファンタジーの要素は無く、「人は支えあって存在している」という部分が強調されている。
歌については『まじぷり -Wonder Cradle-』『秋色恋華』に次いで橋本みゆきを起用。プロデューサーのみやびも本作品開発当初から橋本以外の人選は考えていなかったという。

## ストーリー
どこにでもいる平凡な学園生活を送っていた成瀬将人。ある日突然父親の海外出張で両親が不在になる。思いがけない一人暮らしを満喫しようと思った矢先、思わぬ事態で生活費の大半を失う。途方に暮れていた将人に親友からのアドバイス。「まかない付きのアルバイトをすればいい、ぴったりの場所を知っている」
不純な動機ながら、わらにもすがる思いで応募したファミリーレストラン「ヴィオーラ」のアルバイト、そこで意外な人物と出くわす。クラスメイトでありながら満足に話をしたことがない高嶺の花・橘恵、そして姉の沙織もここで働いていた。
また、アルバイトに遅れたくないという思いから、まとまらないホームルームに手こずる美春を手伝ったことをきっかけに、思いもよらぬ人物からの勧誘、「学生会のお手伝いをしませんか？ お礼としてお食事のお世話をさせていただきますが」
こうして、無為に過ごしてきた将人の学園生活が少しずつ動いてゆく……。

## 登場キャラクター
タイトル画面をしばらく放置しているとキャラクター紹介ムービーが流れ、誕生日、血液型、3サイズ、趣味といったキャラ設定を知ることが出来る。どのキャラが流れるかはランダム。
なお、一部のヒロイン名の名前は、みやびと岩崎考司がミリタリー好きだったことにより、旧日本海軍の母艦や兵器名から名づけられている。

### 主人公
成瀬将人（なるせ まさと）
私立望ヶ丘学園の2年生。成績は中くらい、運動神経もまあまあの目立たない存在にみえるが、困っている人を放っておけない優しい性格で実行力もあることから密かに好意を寄せる子もいる。しかし、自分を過小評価してしまいそんな気持ちに気付かない鈍感な所もある。ある日突然父親がアフリカに1か月の海外出張をすることになり、それに母親が付き添ったことから一人暮らしが始まる。しかし突然、母親が購入した通信販売の代金支払いで生活費の大半を失った事から友人に紹介され、ファミリーレストラン「ヴィオーラ」でアルバイトをすることになる。

### ヒロイン
橘沙織（たちばな さおり） 声優：一色ヒカル
身長162cm B/W/H：88/58/86
本作品のメインヒロインの一人、美浜大学の4年生。将人のアルバイト先ヴィオーラでは年上の翔子を抜いてシフトリーダー（店長代理）を任される。また、望ヶ丘学園のOGでもあり、後半では将人達のクラスに国語の教育実習生としてやってくる。学業優秀、スポーツで苦手なものは無いという才媛、おっとりとしているがしっかりとした性格の、まさに「お姉さん」という雰囲気の女性で将人の憧れの存在。しかし、極度の激辛好みという変わった味覚のため、ヴィオーラではキッチンスタッフはやらせてもらえず、家での料理は妹の恵の担当となっており、料理がコンプレックスになっている。父親が薬剤師、母親が大学教授で家にほとんどいない。
橘恵（たちばな めぐみ） 声優：三枝霞見
身長166cm B/W/H：84/58/86
本作品のメインヒロインの一人、沙織の妹で将人のクラスメイト。成績は学年上位、スポーツ万能、明るく男女問わず気さくに振る舞うことから、男子学生による「学年別人気女子ランキング」で毎回ベスト3に入る学園のアイドル。将人にとっては高嶺の花的存在だったが、ヴィオーラで一緒になったことから急接近することになる。かなりの才媛にもかかわらず、姉がさらにその上をいっており、男は皆姉の方を振り向くだろうと姉に対してコンプレックスを抱いている。周囲の誤解を避ける為と姉の沙織と区別する為、場所によって将人とお互いに呼び方を使い分けることになった。かねてから将人に気があった。
なお橘という苗字は旧日本海軍攻撃機「橘花」から使用した。
鳳瑞穂（おおとり みずほ） 声優：茶谷やすら
身長160cm B/W/H：86/57/87
私立望ヶ丘学園の3年生で学生会会長。物静かでおっとりした雰囲気を漂わせているが、成績優秀で実務能力が高く学生や教師からも一目置かれる存在。興味の無い人間には素っ気無い態度を取る為将人とは何ら接点が無かったが、ある時将人が副会長の美春を助けた事を耳にして将人に興味を抱き、学生会の手伝いに勧誘する。お屋敷風の家に住み、味覚も和食党。将来は絵本作家になるのが夢。
名前は旧日本海軍航空母艦である「鳳翔」から名づけられた。
若菜千歳（わかな ちとせ） 声優：美咲ゆうか
身長156cm B/W/H：82/54/81
私立望ヶ丘学園の1年生で学生会書記。あることがきっかけで将人に好意を寄せているが、大人しく引っ込み思案な性格と将人の鈍感さのせいで想いは届かずにいる（周囲にはばれている）。その一方何事にも一生懸命で、シナリオによっては将人を追いかけてヴィオーラでアルバイトをするいじらしい所もある。園芸とお菓子作りが趣味、学園の花壇を自主的に世話している。
名前は旧日本海軍水上機母艦（後の空母）「千歳」から名づけられた。
加賀美翔子（かがみ しょうこ） 声優：楠鈴音
身長147cm B/W/H：75/50/77
美浜大学の大学院生。ヴィオーラのアルバイターでは最年長でシフトリーダー代理（沙織の補佐）だが、外観は幼い。容姿のことにコンプレックスを抱いており、その事を言われると非常に怒り噛み付くという癖がある。将人からはじめ迷子と間違えられ、ことあるごとに突っかかってくる。しかし、見た目とは裏腹に大学の女子寮で一人暮らしで家事全般をこなし、ヴィオーラには生活費を稼ぐ為にアルバイトをしているので仕事の能力は高く、今まで惰性で学園生活を送っていた将人の認識を改める事になる。
名前は旧日本海軍航空母艦「加賀」から名づけられた。

### サブキャラクター
大場康則（おおば やすのり） 声優：小池竹蔵
将人の親友でクラスメイト、1年生の時からの付き合い。成績は学年トップを独走、スポーツも万能で容姿もいい方だが、時々自分の世界に入って講釈を垂れるアブノーマルな性格と、裏も含めた学園の情報に通じている不気味さから女子生徒の人気は高くない。桜岡美春とは前の学園（現実世界で言う所の中学生）からの知り合いで、当時は学生会の会長だった。極貧生活に陥った将人にヴィオーラのバイトを勧めたのは彼である。見かけによらず、かなりの大食い。
桜岡美春（さくらおか みはる） 声優：木村あやか
身長165cm B/W/H：85/58/87
将人のクラスメイト。学生会副会長である事からなし崩し的にクラスの学級委員も兼任している。性格は古風で真面目と、ややお堅いイメージがある。成績が何故か恵より1つだけ下になるせいで、恵を嫌うわけではないがライバル視している。
2006年8月、彼女をメインヒロインにしたファンディスク『みはる』が発売された（内容は後述）。
名前は旧日本海軍のロケット兵器である「桜花」から名づけられた。
妹尾美貴（せのお みき） 声優：三咲里奈
身長163cm B/W/H:：91/59/88
ヴィオーラ美浜店の店長。沙織の大学時代の先輩で、翔子とは親戚。資産家の娘だが、ヴィオーラにはアルバイトで入店。その後正社員、シフトリーダーと進み、20代で店長に登りつめた才媛。2歳しか違わない翔子とは正反対に年齢以上に大人の雰囲気を漂わせており、沙織たち店員からの人望は厚い。本作品のキャラクターでは一番胸が大きく、91cmと登場人物の中で唯一90cmを超えている。
攻略対象化の声が挙がったサブキャラで、『みはる』に盛り込む事も検討されたが、スケジュールの関係で見送られた。

### 一部ルートにのみ登場するサブキャラクター
鳳みずは（おおとり みずは） 声優：金田まひる
瑞穂の妹。姉とは異なり活発的、一人称は「ボク」。言動はぶっきらぼうで照れ屋、素直になれない所もあるが、実は心優しい女の子。典型的なお姉ちゃんっ子で、姉に近寄る男を快く思わない。
加賀美京佳（かがみ きょうか） 声優：三咲里奈（二役）
翔子の双子の姉。翔子が家の束縛を嫌って家を飛び出した為、旧家である加賀美家の当主の責務を一身に背負う。やや子供っぽい性格が残る翔子とは異なり大人の女性、翔子のワガママを非難しつつも密かに心配している。

### ゲストキャラクター
新山葵（にいやま あおい） 声優：木村あやか（二役）
前作『秋色恋華』のヒロイン。今回は同名の映画が上映されており、そのヒロインとして登場。その他、彼女の結婚式のシーンも存在する。相手は前作の主人公新山志伸。このシーンの原画は月杜尋が描いている為か参列者に『夏色小町』のヒロインの姿もある。

### エキストラを演じた声優
- 倉田まりや
- 越智悠
- 藤月もか
- 三原椎名
- 伊藤涼
- 富士山一番

## スタッフ
- プロデューサー・営業・広報：みやび
- ディレクター：守屋天
- キャラクターデザイン・原画：岩崎考司
- シナリオ：北川晴 / 守屋天 / 秋史恭
- プログラム・スクリプト・演出：河合優子
- グラフィック：月杜尋 / 悠樹真琴 / 湯 / 御手洗花子（Jellyfish） 他
- オープニングムービー：有限会社シルバー / Jellyfish
- オープニングムービー原画：奥田泰弘
- BGM：Blasterhead / yan（鳥煮亭） / 株式会社ランティス
- OP曲：「L」
  - 作詞：みやび、作編曲：鈴木マサキ、歌：橋本みゆき
- ED曲：「Destiny」
  - 作詞：みやび、作編曲：黒須克彦、歌：橋本みゆき
- スペシャルサンクス：ケロQ / ぱれっと / minori / 有限会社シルバー 他

## みはる -あるとアナザーストーリー-
『みはる』は、本作品のアナザーストーリー+ファンディスクである。2006年8月11日〜13日コミックマーケット70で先行発売、その後メーカー通販された。現在は生産終了。

### ゲーム内容
『あると』本編から1年後の夏休み前、美春は学生会副会長から会長に昇格、将人・恵・康則の手伝いが得られ、恵とは名前で呼び合う仲にまでなった。しかし、学生会の中で一人将人を「成瀬くん」と呼んでいる、密かな想いと裏腹の遠い関係。
そんな中、将人からの思いもよらない誘いがやってくる。「ヴィオーラのアルバイトをしてみないか？」と。将人ともっとお近づきになれるチャンス、美春の暑い夏は始まるのであった。

### 登場キャラクター（みはる）
成瀬将人（なるせ まさと）
『みはる』でも引き続き主人公、望ヶ丘学園の3年生。両親は引き続き海外出張を繰り返しており、現在も一人暮らし。学生会の手伝いをしつつ、ヴィオーラでのアルバイトに精を出す毎日。ヴィオーラへの就職を希望していたが、そのことを相談した美貴よりもっと上を目指すようアドバイスをうけて急遽美浜大学への進学を目指す。
桜岡美春（さくらおか みはる） 声優：木村あやか
『みはる』のメインヒロイン。学生会会長。将人に密かな恋心を寄せ続けていたが、恵や千歳も好意を寄せている事を感じており、今一歩を踏み出せないでいた。この夏で将人に近づこうと、大学進学に急遽進路変更した将人の勉強を見る事と、夏休みで人手の足りないヴィオーラの短期アルバイトを引き受ける。祖父（現在は故人）は音楽家で、昔ピアノを仕込まれるが期待に添えられず今までピアノが弾ける事は内緒にしていた。ひょんな事から将人にその事がばれ、たまたま学園を訪問した幼稚園児に披露する事になる。家は3階建ての豪邸。
『あると』に登場したキャラクター達の変化
沙織→望ヶ丘学園の教師として赴任。
翔子→大学院を卒業し、ヴィオーラの正社員として美浜店のシフトリーダーに就任。千歳と同じマンションに京佳の計らいで引越し。
瑞穂→大学進学中
恵→学生会の手伝いに参加、料理の専門学校に進学希望
康則→恵と同じく学生会の手伝いに参加、大学に推薦入学の予定
千歳→学生会副会長となる傍ら園芸部の手伝いに従事、近所の幼稚園の花の面倒の依頼を受ける
美貴・みずは→特に変化無し

#### 『みはる』のみに登場するキャラクター
美里祐子（みさと ゆうこ） 声優：倉田まりや
千歳が出入りする美浜第2幼稚園の保母。夏休みの間に幼稚園で育てている鉢植えを学園の園芸部に預けてもらう事になり、3人の園児を連れて登場する。
ソフィア 声優：北原かなん
美里先生が連れてきた園児。金髪でハーフの女の子だが、日本語しか話せない。名札には「そひあ」と書かれている。千歳曰く「強い女の子」。
秋人（あきと） 声優：伊藤涼
美里先生が連れてきた園児の男の子。
さくら 声優：越智悠
美里先生が連れてきた園児の女の子。人見知りだが、美春の弾くピアノに一番興味を持つ。

### ショートストーリー
タイトル画面を放置しているとデモ形式でサイドストーリーがランダムで流れる。全5種類、一度見たものは本編クリア後自由に閲覧できる。
- ヴィオーラ編
- 過去回想編
- 瑞穂邂逅編
- 千歳キス練習編
- 直前の物語編

### その他おまけ
- エンディング主題歌「永遠に咲く花」マキシシングル
「永遠に咲く花」フルコーラス版と、『みはる』本編中で使用されたピアノ曲3曲が収録されている。
- みはる携帯ストラップ
- おまけのおまけ
ゲームディスク内にゲストによる壁紙が収録されている。

### スタッフ（みはる）
- シナリオ：守屋天
- エンディング主題歌：「永遠に咲く花」
  - 作詞：みやび、作編曲：黒須克彦、歌：橋本みゆき

他スタッフは『あると』に同じ。

## あるみ箱
『あるみ箱』（あるみばこ）は、『あると』本編と『みはる』のセット商品である。2009年5月29日発売

## 関連商品

### 体験版
- 一般体験版：本編の冒頭部分をプレイできる。コミックマーケット69他でCD-ROMとして頒布、現在はオフィシャルウェブ経由で無料ダウンロード可。
- あると体験版テックジャイアンバージョン：TECH GIAN2006年3月号の付録CD-ROMに収録されたもので、桜岡美春を司会に各キャラをインタビューして紹介するという内容。最後に本編では存在しない美春のHCGがおまけとして登場する。

### CD
- 「L」マキシシングルCD
2005年12月28〜30日、コミックマーケット69で先行販売。後メーカー通販。
- 「Destiny」マキシシングルCD
ソフマップの初回限定版予約特典として製作、非売品。現在は頒布終了。
- あるとサウンドトラックCD
2006年5月4日、DreamParty東京にて先行販売。後メーカー通販。
- 紫盤 Vocal Selection
2006年5月4日、DreamParty東京にて先行販売。後メーカー通販。
「L」と「Destiny」のフルコーラス版の他、『まじぷり -Wonder Cradle-』『秋色恋華』『秋色謳華』の曲も収録（但し、「together」「INFINITY」は収録されていない。）
- あると DRAMA CD 真夏のビーチで、ヴィオーラ親睦会!?
2006年8月10日〜12日、コミックマーケット70で先行販売。後メーカー通販。将人役の声優は市来光弘、他はゲーム版に同じ。
- あると Character Vocal CD「It's a lovely day」
2006年8月10日〜12日、コミックマーケット70で先行販売。後メーカー通販。
女性キャラクター声優陣7人によるキャラクターイメージソングを収録。

### 書籍
- あるとオフィシャルファンブック
2006年6月17日発売、一迅社刊。<ISBN 4-7580-1059-5>

### その他
- みはるちゃんの萌え萌えハァハァ音声目覚まし時計
『みはる』発売を記念してPurple softwareとメディオ!のコラボレーション企画として製作された目覚まし時計。文字盤は岩崎考司書き下ろし、ボイスは木村あやかによる新規収録。500個限定で発売。

## 雑記
- タイトルとなっている『あると』は「卒業生」「同窓生」「校友」などを意味する英語アルマス（alumnus）と、「指導を受ける」という意味の英語インストラクション（instruction）を掛け合わせた造語。音楽用語のアルトとは関係無い。
- あると本編エンディングの舞台の一つに美浜中央駅のプラットホームでのシーンがあるが、画面上で掲げられている路線図は西武新宿線をモデルにしている。路線図のレイアウトは発売当時実際に西武鉄道で使用されていたフォームとほぼ同じ（参考）で、画面上の駅名も実在する新宿線の駅名を1~2文字変えたものになっている。ただし、美浜中央の元になるような駅名は新宿線にはない。なお、Purple software本社は西武新宿線沿線ではなく、池袋にある。
- キャラクターデザイン・原画担当スタッフの岩崎考司は2007年2月21日に脳卒中で逝去、本作品が岩崎最後の原画担当作品となった。
- 本作と同じPurplesoftwareの『メモリア』の5分近くのアニメーション内で、本作の主人公の成瀬将司とと橘沙織・恵の二名のヒロインが、橘家のリビングで「ゲート」の出現を告げる臨時ニュース(画面の雰囲気からNNNがモデルと思われる）を、食事中に観ているシーンがある。